# To the Highest Bidder
To the Highest Bidder — второй альбом голландской группы Supersister, записанный и изданный в 1971 году.

## Характеристика
Основную часть материала написал клавишник Роберт Яан Стрипс, ставший настоящим лидером группы. В отличие от первого альбома ему удалось уйти от слишком очевидного влияния Кентерберийской сцены, особенно, в органных партиях, и начать развивать собственный стиль. Музыка строится вокруг прогрессивных моментов джаза и рока, сохраняя остроумие и фантастическую атмосферу Кентерберийской сцены, но с большим акцентом на мелодию.

## Список композиций
Все песни написал Роберт Яан Стрипс, кроме указанного в скобках

### Оригинальный альбом LP
Сторона 1
1. «A Girl Named You» — 10:10
2. «No Tree Will Grow (On Too High A Mountain)» — 7:39

Сторона 2
1. «Energy (Out Of Future)» — 15:01
2. «Higher» — 2:46

### Переиздание 2008 года
1. «A Girl Named You» — 10:10
2. «No Tree Will Grow (On Too High A Mountain» — 7:39
3. «Energy (Out Of Future)» — 15:01
4. «Higher» — 2:46
5. «A Girl Named You» (Single version) — 3:17
6. «Missing Link» (Supersister) — 2:58
7. «No Tree Will Grow (On Too High A Mountain)» (версия сингла) — 4:27
8. «The Groupies Of The Band» (Supersister) — 4:32

## Состав музыкантов
- Роберт Яан Стрипс — клавишные, вокал
- Саша ван Гест — флейта, вокал
- Рон ван Экк — бас-гитара
- Марко Вролийк — барабаны, перкуссия